# Antonio Maria Salvini
Pour les articles homonymes, voir Salvini.
Antonio Maria Salvini (alias Antonius Maria Salvinius, né le 12 janvier 1653 à Florence, †  le 16 ou 17 mai 1729 dans la même ville) était un écrivain, un poète et un philologue italien de la fin du XVIIe et du début du XVIIIe siècle.

## Biographie
Salvini, fils d'Andrea Salvini et de sa femme Eleonora, étudia à l'université de Pise et fut professeur de grec ancien à Florence de 1673 à 1725. Il devait parler couramment au moins huit langues. Il traduisit et commenta des tragédies antiques, des opéras et des comédies; il fut l'un des premiers italiens à traduire des œuvres littéraires anglaises dont. Il rédigea en outre un dictionnaire de la langue italienne, et composa des poésies. Généralement estimé et loué pour ses qualités et son savoir, il ne put échapper aux critiques de Magliabechi, de Fontanini, et surtout de Sergardi, qui, dans ses satires publiées sous le nom de Settano, le traita d'ambitieux et d'adulateur.
À Florence, Salvini était membre de l' Accademia della Crusca, de l' Accademia Fiorentina, de l' Accademia del Disegno et de l' Accademia degli Apatisti. Sur proposition de Robert Balle, il fut admis en 1716 à la Royal Society de Londres, à l'époque toujours présidée par Isaac Newton.Il était également membre d'une douzaine d'autres académies italiennes, dont l'Arcadie ou académie des Arcades (1691), l'académie des "Intronati" de Sienne, celle des "Concordi" de Ravenne, des "Gelati" et des "Innominati" de Bra.
Le botaniste italien Pier Antonio Micheli, un contemporain et collègue florentin, donna son nom (Salvini) à des fougères aquatiques, le genre Salvinia.